# Monument van Navarin

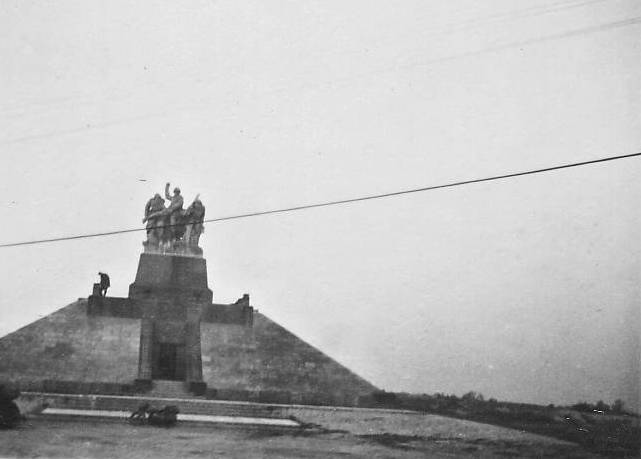
Het monument van Navarin

Het Monument van Navarin, ook Aux Morts des Armées de Champagne genoemd, is een oorlogsmonument voor soldaten uit de Eerste Wereldoorlog te Sainte-Marie-à-Py, nabij het Camp de Suippes. Het monument bevindt zich aan de D977 tussen Sommepy-Tahure en Souain-Perthes-lès-Hurlus. Op het monument staan meer dan 10.000 namen vermeld.

## Geschiedenis
In de streek van Suippes aan de rivier de Marne werden tijdens de Eerste Wereldoorlog hevige gevechten geleverd door het 4de Franse leger. De Eerste Slag van de Champagne in 1914, de Tweede Slag van de Champagne in 1915 en De Slag des Monts de Champagne in 1917 werden hier uitgevochten. In 1923 werd een monument opgericht ter nagedachtenis van de soldaten van deze slagen. Het monument, gebouwd in de vorm van een piramide, werd in 1924 plechtig ingehuldigd door Joseph Joffre. 